# Mariko Okamoto
Mariko Okamoto (em japonês:  岡本 眞理子; Osaka, 28 de dezembro de 1951) é uma ex-jogadora de voleibol do Japão que competiu nos Jogos Olímpicos de 1972 e 1976.
Em 1972, ela fez parte da equipe japonesa que conquistou a medalha de prata no torneio olímpico, no qual atuou em duas partidas. Quatro anos depois, ela participou de cinco jogos e ganhou a medalha de ouro com o conjunto japonês no campeonato olímpico de 1976.